# Generació porno
Generació porno és una sèrie documental que analitza la relació actual dels joves amb el sexe. Al llarg dels capítols es planteja un diàleg directe i obert entre adolescents i els seus pares, a més de professionals de la indústria del porno i amb experts en educació sexual. Coproduïda per 3Cat, Euskal Telebista i Shine Iberia, ofereix respostes sobre la problemàtica de l'educació sexual en tota una generació d'adolescents amb accés il·limitat i indiscriminat a la pornografia, amb testimonis i dades reveladores. La presentació en públic d'aquesta sèrie es feu el 7 de setembre de 2023 en un acte al FesTVal de Vitoria que comptà amb la presència de Macarena Rey, CEO de Shine Iberia i productora executiva de les intervencions, Marina Marroquí, educadora social i autora d'"Eso no es amor" i "Eso no es sexo", Gorka García, director artístic i de programes d'ETB, Cristian Trepat, director de continguts, programació i cultura de TV3; José Luis García, psicòleg, sexòleg i autor del programa "Tus hijos ven porno" i Verónica Moreno, mare de Martina (18 anys), Nacho i Pol (16 anys). La sèrie s'estrenaria el 18 de setembre a ETB i el 26 de setembre de 2023 a TV3. També es va emetre a À Punt el novembre del mateix any.
Al llarg dels capítols es mostrarien testimonis personals de famílies de Catalunya, País Basc i Madrid que aniran subratllant els problemes, mites i carències que apareixen en l'escassa educació sexual d'avui dia del jovent. A més, també intervindran actors porno que explicaran trucs i tècniques que utilitzen per rodar escenes falses, es visitaran tallers de prevenció i sensibilització i s'assistirà a trobades d'addictes al sexe, amb persones que pateixen malalties de transmissió sexual, amb experts en ciberseguretat i també altres membres dels cossos i forces de seguretat de l'Estat que com els Mossos d'Esquadra, l'Ertzaintza, i la Policia Nacional espanyola.
A Euskal Telebista després del primer capítol hi hagué un programa especial de debat i taula rodona conduït per la periodista Arantza Ruiz, directora d'Informatius d'EITB Media, i que es titularia "Generación Porno A Debate". La periodista Laura Rosel presentaria el 10 d'octubre quan s'acabaria d'emetre la sèrie a TV3, una nit temàtica en la qual joves, experts, famílies i professionals dialogarien sobre la temàtica.

## Episodis
| Capítol | Títol                                                  | Durada                      |
| --- | ------------------------------------------------------ | --------------------------- |
| 1 | «el pes dels referents (TV3) / Porno a 2 clicks (ETB)» | 53:50 (TV3) / 59:53 (ETB)   |
| En el primer capítol els adolescents relataran com i per què van consumir porno per primera vegada, a quina edat, què és el que van veure i com els va marcar. S'aborda també la facilitat amb la qual els adolescents accedeixen a la pornografia, relatant els mateixos joves com i per què consumeixen pornografia per primera vegada, a quina edat, i el que varen veure com els marcà. A més els seus pares i mares descobriran com va ser aquest accés més aviat del que pensaven, i d'escenes molt dures, aberrants amb extrema violència contra tota mena de persones i animals. En el primer capítol participen diversos experts com José Luis García, psicòleg, sexòleg i autor del programa Tus hijos ven porno, també Imma Sust, divulgadora sexual, Erika Lust, directora de cine per adults, Pere Estupinyà, divulgador científic i autor de s=ex^2, La Ciencia del Sexo, i Marc Masip, psicòleg d'addicció a les noves tecnologies. |                                                        |                             |
| 2 | «la pressió social (TV3) / Víctimas de su época (ETB)» | 52:57 (TV3) / 59:36 (ETB)   |
| Aquest segon capítol tracta de la pressió social i la hipersexualització en l’oci que consumeixen els més joves, des de lletres de cançons a videoclips i videojocs on hi ha una visió del sexe molt basada en la utilització del cos de l’altre únicament pel plaer físic propi. Una de les intervencions és la d'un mosso d’esquadra, explicant quin perfil té l’agressor sexual i quins són els perills d’interactuar amb desconeguts a les xarxes socials. |                                                        |                             |
| 3 | «la mala educació (TV3) / La mala educación (ETB)»     | 59:53 (TV3) / 1:00:08 (ETB) |
| En el tercer episodi es parla de les mancances en educació sexual que reben els més joves i s'analitza si té a veure amb l’augment de la violència sexual registrat els últims anys. També pares i fills acaben mostrant les seves conclusions sobre el que han parlat al llarg de la sèrie documental. |                                                        |                             |